# Thanatus granadensis
Thanatus granadensis là một loài nhện trong họ Philodromidae.
Loài này thuộc chi Thanatus. Thanatus granadensis được Eugen von Keyserling miêu tả năm 1880.